# Anna Harjapää
Anna Harjapää, född 1979, är en svensk strongwoman. Hon är uppvuxen i Hällingsjö utanför Landvetter. Hon har smeknamnet "Tigertofflan".
Hon skadade foten under 2018 och har opererat sig för det två gånger.

## Meriter
Harjapää tog världrekord i kronlyft på 335kg under tävlingen Worlds Strongest Woman 2016.

### Tävlingar (urval)
| År   | Tävling                      | Placering |
| ---- | ---------------------------- | --------- |
| 2015 | Sveriges Starkaste Kvinna    | 2:a       |
| 2015 | Europe's Strongest Woman     | 3:a       |
| 2016 | Arnolds Amateur Strongwoman  |           |
| 2018 | World's Strongest Woman      | 6:a       |
| 2019 | Arnold Amateur Strongwoman   | 1:a       |
| 2020 | Arnold Pro Show              | 4:a       |
| 2021 | Sveriges Starkaste Kvinna    |           |
| 2021 | World's Strongest Woman      | 7:a       |
| 2022 | Arnold Pro Show              | 7:a       |
| 2023 | Armlifting USA Arnold Pro    | 3:        |
| 2023 | Stones of Strength           | 3:a       |
| 2023 | Europe's Strongest Woman 40+ | 3:a       |
| 2023 | Sveriges Starkaste Kvinna    | 2:a       |
| 2024 | Stones of Strength Pro       | 6:a       |
| 2024 | Sveriges Starkaste Kvinna    | 1:a       |